# Краснощёковский район
Краснощёковский райо́н — административно-территориальное образование (сельский район) и муниципальное образование (муниципальный район) в  Алтайском крае России.
Административный центр — деревня 
Краснощёково, расположенное в 316 км от Барнаула.

## География
Район расположен на юге края. Рельеф предгорный и низкогорный с абсолютными отметками от 230 до 1100 м над уровнем моря. Добываются кирпично-черепичная глина, известняк, разведаны запасы титана, железа, золота, молибдена. Климат континентальный. Средняя температура января −14,5°С, июля +17,9°С. Годовое количество атмосферных осадков — 430 мм. По территории района протекают реки Чарыш, Иня, Маралиха, Таловка. Почвы в основном чернозёмные. Богатые разнотравьем типчаково-ковыльные степи. Обитают: из зверей — медведь, волк, лиса красная, заяц-русак, лось, косуля; из птиц — глухарь, серая куропатка.
Площадь — 3531 км².

## История
Образован в 1934 году в составе Западно-Сибирского края.

## Население
| 1959    | 1996    | 1997    | 1998    | 1999    | 2000    | 2001    |
| ------- | ------- | ------- | ------- | ------- | ------- | ------- |
| 28 097  | ↘24 501 | ↘24 300 | ↘24 000 | ↘23 800 | ↘23 500 | ↘23 100 |
| 2002    | 2003    | 2004    | 2005    | 2006    | 2007    | 2008    |
| ↘22 600 | ↘22 473 | ↘22 283 | ↘21 960 | ↘21 478 | ↘21 176 | ↘20 945 |
| 2009    | 2010    | 2011    | 2012    | 2013    | 2014    | 2015    |
| ↘20 122 | ↘19 251 | ↘19 156 | ↘18 699 | ↘18 254 | ↘17 826 | ↘17 518 |
| 2016    | 2017    | 2018    | 2019    | 2020    | 2021    |         |
| ↘17 192 | ↘16 947 | ↘16 685 | ↘16 472 | ↘16 136 | ↘14 217 |         |

### Национальный состав[16]
| национальность | мужчин | женщин | всего  |
| -------------- | ------ | ------ | ------ |
| русские        | 6 167  | 6 815  | 12 982 |
| немцы          | 251    | 265    | 516    |
| украинцы       | 102    | 91     | 193    |
| белорусы       | 22     | 36     | 58     |
| армяне         | 23     | 11     | 34     |
| азербайджанцы  | 17     | 15     | 32     |
| татары         | 12     | 19     | 31     |
| чуваши         | 5      | 10     | 15     |
| итого:         | 10 637 | 11 846 | 22 483 |

## Административно-муниципальное устройство
Краснощёковский район с точки зрения административно-территориального устройства края включает 13 административно-территориальных образований — 13 сельсоветов.
Краснощёковский муниципальный район в рамках муниципального устройства включает 13 муниципальных образований со статусом сельских поселений:
| №  | Сельское поселение          | Административный центр | Количество населённых пунктов | Население (чел.) | Площадь (км²) |
| -- | --------------------------- | ---------------------- | ----------------------------- | ---------------- | ------------- |
| 1  | Акимовский сельсовет        | село Акимовка          | 2                             | ↘504             | 159,28        |
| 2  | Берёзовский сельсовет       | село Берёзовка         | 1                             | ↘1190            | 267,26        |
| 3  | Верх-Камышенский сельсовет  | село Верх-Камышенка    | 3                             | ↘1233            | 337,67        |
| 4  | Карповский сельсовет        | село Карпово Второе    | 3                             | ↘1232            | 275,87        |
| 5  | Краснощёковский сельсовет   | село Краснощёково      | 4                             | ↘4694            | 339,64        |
| 6  | Маралихинский сельсовет     | село Маралиха          | 3                             | ↘2122            | 197,43        |
| 7  | Новошипуновский сельсовет   | село Новошипуново      | 1                             | ↘1070            | 182,09        |
| 8  | Суетский сельсовет          | село Суетка            | 2                             | ↘596             | 245,11        |
| 9  | Усть-Беловский сельсовет    | село Усть-Белое        | 1                             | ↘210             | 214,67        |
| 10 | Усть-Козлухинский сельсовет | село Усть-Козлуха      | 1                             | ↘789             | 125,29        |
| 11 | Усть-Пустынский сельсовет   | село Усть-Пустынка     | 1                             | ↘329             | 129,32        |
| 12 | Харловский сельсовет        | село Харлово           | 1                             | ↘1161            | 192,14        |
| 13 | Чинетинский сельсовет       | село Чинета            | 5                             | ↘625             | 672,92        |

Законом Алтайского края от 30 июня 2015 года № 63-ЗС, Куйбышевский сельсовет и Маралихинский сельсовет были преобразованы, путём их объединения, в Маралихинский сельсовет с административным центром в селе Маралиха.

### Населённые пункты
В Краснощёковском районе 28 населённых пунктов 
| №  | Населённый пункт | Тип     | Население | Сельское поселение          |
| -- | ---------------- | ------- | --------- | --------------------------- |
| 1  | Аверенка         | посёлок | ↘72       | Суетский сельсовет          |
| 2  | Акимовка         | село    | ↘480      | Акимовский сельсовет        |
| 3  | Алешиха          | посёлок | ↘68       | Верх-Камышенский сельсовет  |
| 4  | Берёзовка        | село    | ↘1190     | Берёзовский сельсовет       |
| 5  | Верх-Камышенка   | село    | ↘1322     | Верх-Камышенский сельсовет  |
| 6  | Генералка        | посёлок | ↘36       | Чинетинский сельсовет       |
| 7  | Ермачиха         | посёлок | ↘93       | Верх-Камышенский сельсовет  |
| 8  | Засурье          | посёлок | ↘126      | Карповский сельсовет        |
| 9  | Золотушка        | посёлок | ↘112      | Маралихинский сельсовет     |
| 10 | Карпово Второе   | село    | ↘1191     | Карповский сельсовет        |
| 11 | Карпово Первое   | село    | ↘117      | Карповский сельсовет        |
| 12 | Краснощёково     | село    | ↘4492     | Краснощёковский сельсовет   |
| 13 | Куйбышево        | село    | ↘631      | Маралихинский сельсовет     |
| 14 | Малая Суетка     | посёлок | ↘109      | Краснощёковский сельсовет   |
| 15 | Маралиха         | село    | ↘1677     | Маралихинский сельсовет     |
| 16 | Мурзинка         | посёлок | ↘94       | Акимовский сельсовет        |
| 17 | Новошипуново     | село    | ↘1070     | Новошипуновский сельсовет   |
| 18 | Семёновка        | посёлок | ↗104      | Краснощёковский сельсовет   |
| 19 | Суетка           | село    | ↘627      | Суетский сельсовет          |
| 20 | Талый Ключ       | посёлок | ↘3        | Чинетинский сельсовет       |
| 21 | Тигерек          | посёлок | ↘39       | Чинетинский сельсовет       |
| 22 | Усть-Белое       | село    | ↘210      | Усть-Беловский сельсовет    |
| 23 | Усть-Козлуха     | село    | ↘789      | Усть-Козлухинский сельсовет |
| 24 | Усть-Пустынка    | село    | ↘329      | Усть-Пустынский сельсовет   |
| 25 | Усть-Чагырка     | село    | ↘146      | Чинетинский сельсовет       |
| 26 | Харлово          | село    | ↘1161     | Харловский сельсовет        |
| 27 | Чарышский        | посёлок | ↘121      | Краснощёковский сельсовет   |
| 28 | Чинета           | село    | ↘524      | Чинетинский сельсовет       |

## Экономика
Основное направление экономики — сельское хозяйство: производство зерна, мяса, молока, племенное животноводство. На территории района находятся маслосырзавод, хлебоприёмный пункт, автоколонны.
В Алтайском крае в настоящее время несколько организаций занимаются добычей золота. Среди них — Артель «Старатель и поиск», которая планирует добычу золота в объёме 500 килограммов в год.

## Транспорт
По территории района проходит автомагистраль «Шипуново — Белоглазово — Курья».

## Люди, связанные с районом
- Птухин, Александр Мефодьевич (1923, Краснощёковский район — 1944) — советский военный. Участник Великой Отечественной войны. Герой Советского Союза

## Археология и палеоантропология
- В 2,5 км к северо-западу от посёлка Тигерек находится региональный памятник природы Пещера Логово гиены[23]. В 2006 году в пещере Логово гиены был обнаружен зуб (премоляр) палеолитического человека вида Homo sapiens, предположительно подобранного гиенами и затащенного под её своды около 34—34,5 тыс. лет назад[24].
- В районе села Усть-Чагырка на реке Чарыш находится Чагырская пещера[25]. В пещере в слоях возрастом 60—80 тысяч лет были обнаружены костные останки трёх людей вида Homo neandertalensis[26][27]. В Чагырской пещере нашли орудия западноевразийской микокской индустрии, попавшей в Сибирь со второй волной неандертальских мигрантов[28].
- В пещере Козьей археологический материал был обнаружен в слоях 2—3.2. Облик каменных орудий, характер фаунистического материала и дата >55 000 л. н., полученная для слоя 3.2, позволяют отнести археологический комплекс слоя 3 пещеры Козья к денисовскому варианту среднего палеолита Алтая[29]. Анализ ДНК из отложений пещеры подтвердил, что обитателями этой стоянки были денисовцы[30].
- На левом берегу реки Иня, в 2,5 км к северу от посёлка Тигирек находится пещера Страшна́я, где были найдены останки людей неизвестного вида, относящиеся к периоду 35—50 тысяч лет назад, мустьерские орудия, и зубы человека современного типа, обитавшего в пещере во времена верхнего палеолита (чуть более 20 тыс. л. н.)[31]. В отложениях слоя 5 нашли молочный зуб человека (Homo sp.) при зачистке[32].
- В могильнике Инской дол раскопаны 5 курганов афанасьевской культуры 3—2 тысячелетий до нашей эры[33].